# Vic-Fezensac
Vic-Fezensac (en occitan : Vic de Fesensac) est une commune française située dans le département du Gers, en région Occitanie. Sur le plan historique et culturel, la commune est dans le Pays d'Auch, un territoire céréalier et viticole qui s'est également constitué en pays au sens aménagement du territoire en 2003.
Exposée à un climat océanique altéré, elle est drainée par l'Osse, l'Auzoue, la Guiroue, le Sanipon, le ruisseau du pesqué nau et par divers autres petits cours d'eau. La commune possède un patrimoine naturel remarquable composé d'une zone naturelle d'intérêt écologique, faunistique et floristique.
Vic-Fezensac est une commune rurale qui compte 3 578 habitants en 2022. Elle est dans l'agglomération de Vic-Fezensac et fait partie de l'aire d'attraction de Vic-Fezensac. Ses habitants sont appelés les Vicois ou  Vicoises.
Le patrimoine architectural de la commune comprend deux  immeubles protégés au titre des monuments historiques : le château de Pimbat-Cruzalet, inscrit en 1976, et l'église Saint-Pierre, inscrite en 2018.

## Géographie

### Localisation
Vic-Fezensac est une commune d'Armagnac située dans la Ténarèze sur l'Osse et sur la route nationale 124 (Itinéraire à grand gabarit) et l'ancienne route nationale 626.
La capitale du Fezensac s'étale avec une apparente indolence dans un paysage de mamelons et de coteaux gagnés par le vignoble.

### Communes limitrophes
Les communes limitrophes sont Bezolles, Caillavet, Castillon-Debats, Dému, Justian, Lannepax, Marambat, Mourède, Préneron, Roquebrune, Rozès, Saint-Jean-Poutge et Saint-Paul-de-Baïse.

### Distance des plus grandes villes françaises
| Mourède, Lannepax | Justian, Bezolles    | Rozès, Marambat                        |
| Dému              | Vic-Fezensac         | Saint-Paul-de-Baïse, Saint-Jean-Poutge |
| Castillon-Debats  | Préneron, Roquebrune | Caillavet                              |

### Géologie et relief
Vic-Fezensac se situe en zone de sismicité 1 (sismicité très faible).

### Hydrographie

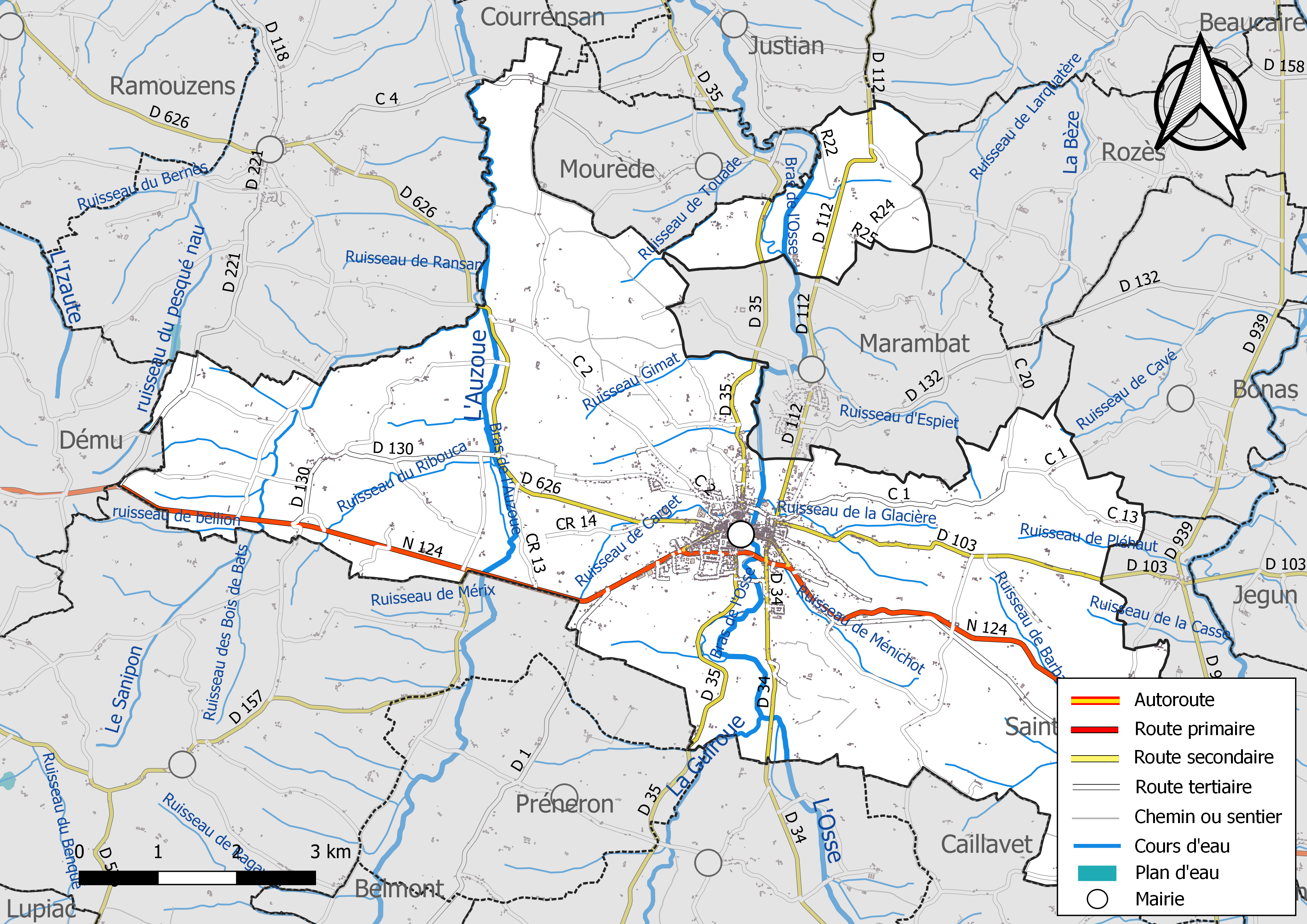
Réseaux hydrographique et routier de Vic-Fezensac.

La commune est dans le bassin de la Garonne, au sein du bassin hydrographique Adour-Garonne. Elle est drainée par l'Osse, l'Auzoue, la Guiroue, le Sanipon, le ruisseau du pesqué nau, un bras de l'Auzoue, un bras de l'Osse, un bras de l'Osse, le ruisseau de Barbazan, le ruisseau de bellion, le ruisseau de Carget, le ruisseau de Cassagne, le ruisseau de Cavé, le ruisseau de Dané, qui constituent un réseau hydrographique de 61 km de longueur totale,.
L'Osse, d'une longueur totale de 120,3 km, prend sa source dans la commune de Bernadets-Debat et s'écoule vers le nord. Il traverse la commune et se jette dans la Gélise à Andiran, après avoir traversé 36 communes.
L'Auzoue, d'une longueur totale de 74,3 km, prend sa source dans la commune de Mascaras et s'écoule vers le nord. Il traverse la commune et se jette dans la Gélise à Réaup-Lisse, après avoir traversé 19 communes.
La Guiroue, d'une longueur totale de 26,3 km, prend sa source dans la commune de Saint-Christaud et s'écoule vers le nord. Elle traverse la commune et se jette dans l'Osse à Vic-Fezensac, après avoir traversé 11 communes.

### Climat
Pour des articles plus généraux, voir Climat de l'Occitanie et Climat du Gers.
En 2010, le climat de la commune est de type climat du Bassin du Sud-Ouest, selon une étude s'appuyant sur une série de données couvrant la période 1971-2000. En 2020, Météo-France publie une typologie des climats de la France métropolitaine dans laquelle la commune est exposée à un climat océanique altéré et est dans la région climatique Aquitaine, Gascogne, caractérisée par une pluviométrie abondante au printemps, modérée en automne, un faible ensoleillement au printemps, un été chaud (19,5 °C), des vents faibles, des brouillards fréquents en automne et en hiver et des orages fréquents en été (15 à 20 jours).
Pour la période 1971-2000, la température annuelle moyenne est de 13,1 °C, avec une amplitude thermique annuelle de 15,4 °C. Le cumul annuel moyen de précipitations est de 815 mm, avec 10,2 jours de précipitations en janvier et 6,2 jours en juillet. Pour la période 1991-2020, la température moyenne annuelle observée sur la station météorologique la plus proche, située sur la commune de Beaucaire à 11 km à vol d'oiseau, est de 13,8 °C et le cumul annuel moyen de précipitations est de 775,9 mm,. Pour l'avenir, les paramètres climatiques de la commune estimés pour 2050 selon différents scénarios d’émission de gaz à effet de serre sont consultables sur un site dédié publié par Météo-France en novembre 2022.

### Milieux naturels et biodiversité

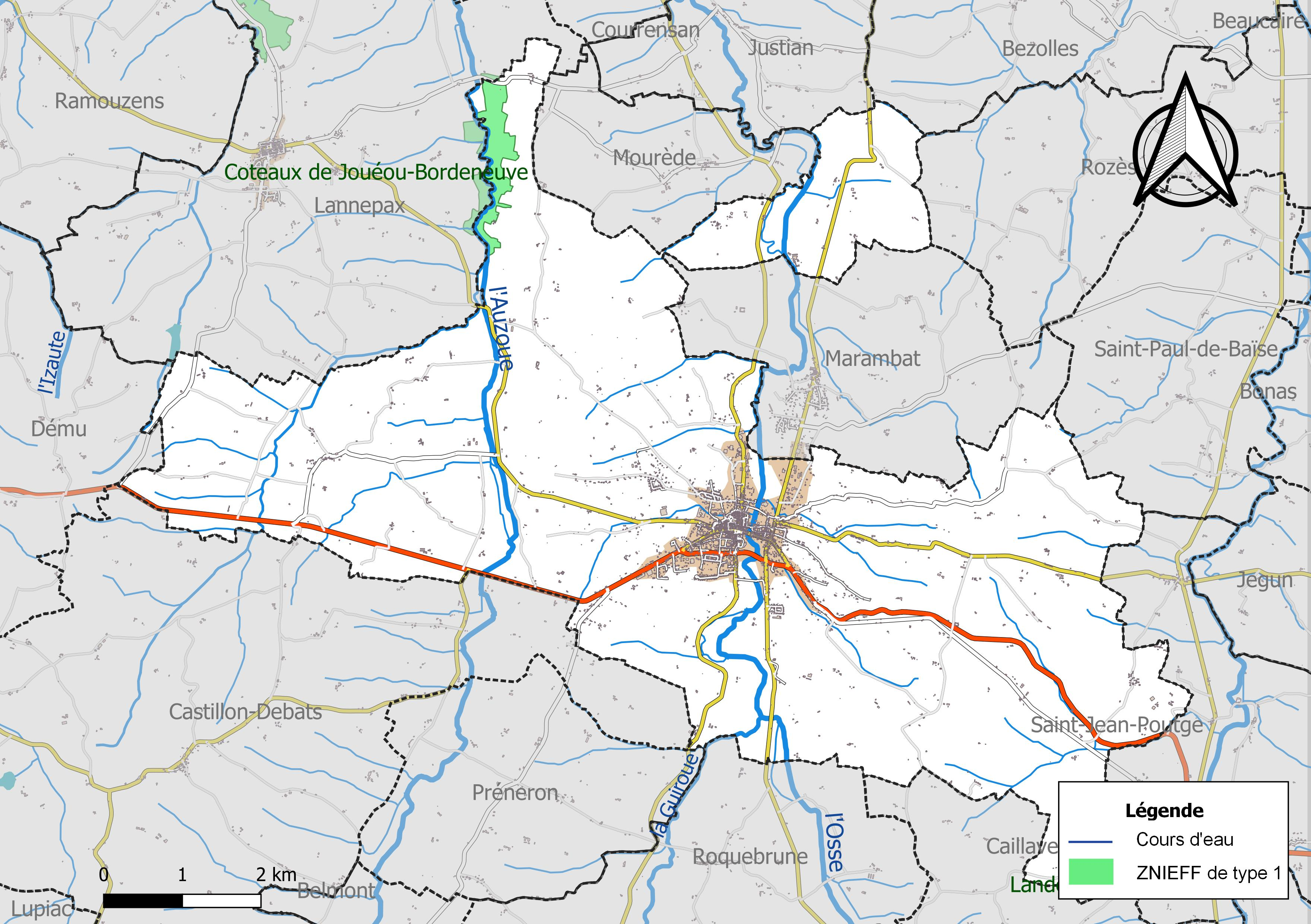
Carte de la ZNIEFF de type 1 localisée sur la commune.

L’inventaire des zones naturelles d'intérêt écologique, faunistique et floristique (ZNIEFF) a pour objectif de réaliser une couverture des zones les plus intéressantes sur le plan écologique, essentiellement dans la perspective d’améliorer la connaissance du patrimoine naturel national et de fournir aux différents décideurs un outil d’aide à la prise en compte de l’environnement dans l’aménagement du territoire.
Une ZNIEFF de type 1 est recensée sur la commune :
les « coteaux de Jouéou-Bordeneuve » (75 ha), couvrant 2 communes du département.

## Urbanisme

### Typologie
Au 1er janvier 2024, Vic-Fezensac est catégorisée bourg rural, selon la nouvelle grille communale de densité à sept niveaux définie par l'Insee en 2022.
Elle appartient à l'unité urbaine de Vic-Fezensac, une agglomération intra-départementale regroupant deux  communes, dont elle est ville-centre,,. Par ailleurs la commune fait partie de l'aire d'attraction de Vic-Fezensac, dont elle est la commune-centre,. Cette aire, qui regroupe 11 communes, est catégorisée dans les aires de moins de 50 000 habitants,.

### Occupation des sols
L'occupation des sols de la commune, telle qu'elle ressort de la base de données européenne d’occupation biophysique des sols Corine Land Cover (CLC), est marquée par l'importance des territoires agricoles (92,3 % en 2018), une proportion sensiblement équivalente à celle de 1990 (91,9 %). La répartition détaillée en 2018 est la suivante : 
zones agricoles hétérogènes (43,4 %), terres arables (36,9 %), prairies (11,1 %), zones urbanisées (3,5 %), forêts (2,9 %), zones industrielles ou commerciales et réseaux de communication (0,9 %), cultures permanentes (0,8 %), milieux à végétation arbustive et/ou herbacée (0,4 %). L'évolution de l’occupation des sols de la commune et de ses infrastructures peut être observée sur les différentes représentations cartographiques du territoire : la carte de Cassini (XVIIIe siècle), la carte d'état-major (1820-1866) et les cartes ou photos aériennes de l'IGN pour la période actuelle (1950 à aujourd'hui).

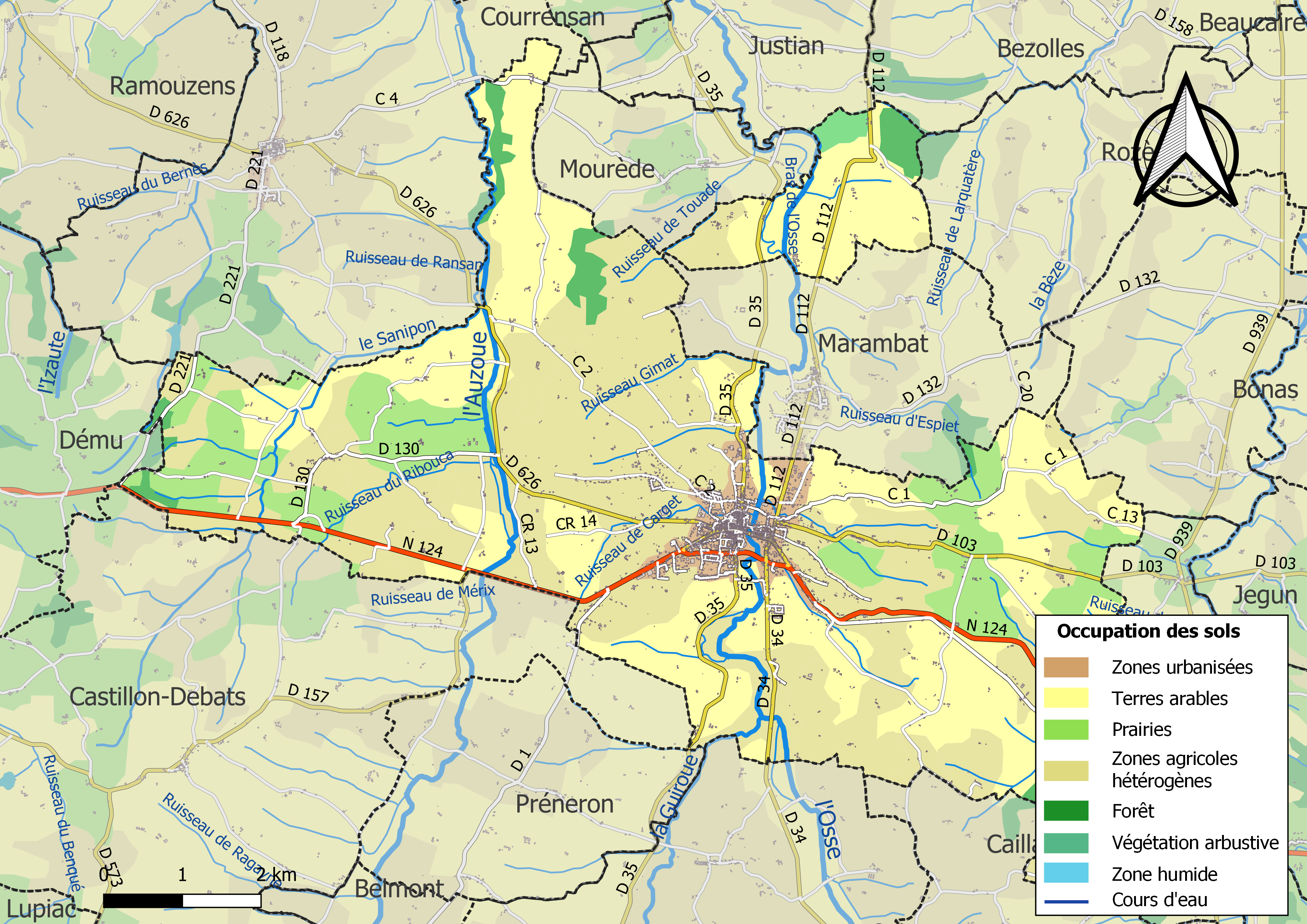
Carte des infrastructures et de l'occupation des sols de la commune en 2018 (CLC).

### Voies de communication et transports
La ligne 934 du réseau liO relie la commune à Auch et à Mont-de-Marsan.

### Risques majeurs
Le territoire de la commune de Vic-Fezensac est vulnérable à différents aléas naturels : météorologiques (tempête, orage, neige, grand froid, canicule ou sécheresse), inondations et séisme (sismicité très faible). Il est également exposé à un risque technologique,  et  le risque industriel. Un site publié par le BRGM permet d'évaluer simplement et rapidement les risques d'un bien localisé soit par son adresse soit par le numéro de sa parcelle.

#### Risques naturels
Certaines parties du territoire communal sont susceptibles d’être affectées par le risque d’inondation par débordement de cours d'eau, notamment l'Osse, l'Auzoue et la Guiroue. La cartographie des zones inondables en ex-Midi-Pyrénées réalisée dans le cadre du XIe Contrat de plan État-région, visant à informer les citoyens et les décideurs sur le risque d’inondation, est accessible sur le site de la DREAL Occitanie. La commune a été reconnue en état de catastrophe naturelle au titre des dommages causés par les inondations et coulées de boue survenues en 1993, 1999, 2000, 2003, 2009, 2010, 2015, 2018 et 2020,.

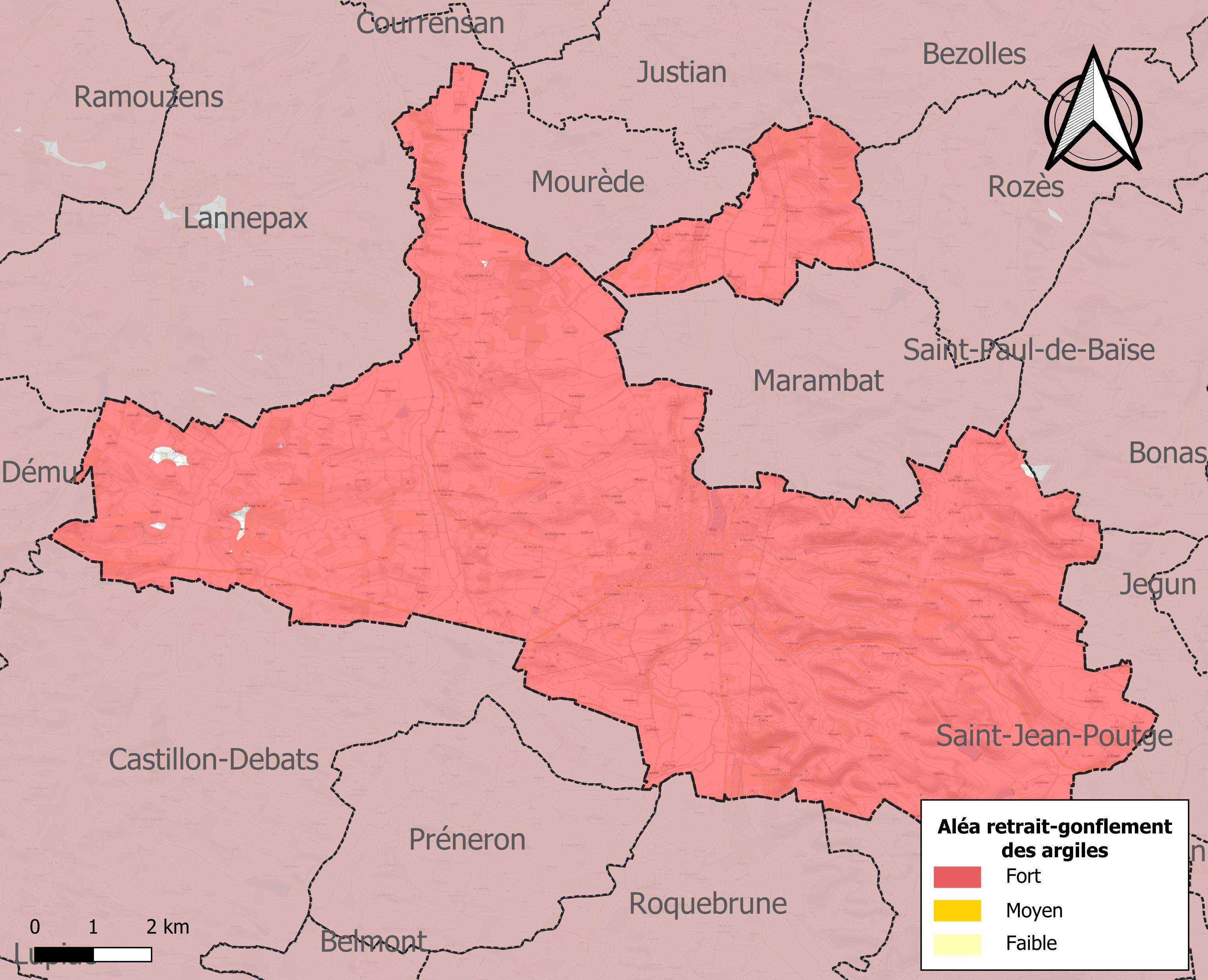
Carte des zones d'aléa retrait-gonflement des sols argileux de Vic-Fezensac.

Le retrait-gonflement des sols argileux est susceptible d'engendrer des dommages importants aux bâtiments en cas d’alternance de périodes de sécheresse et de pluie. 99,8 % de la superficie communale est en aléa moyen ou fort (94,5 % au niveau départemental et 48,5 % au niveau national). Sur les 1 768 bâtiments dénombrés sur la commune en 2019, 1 767 sont en aléa moyen ou fort, soit 100 %, à comparer aux 93 % au niveau départemental et 54 % au niveau national. Une cartographie de l'exposition du territoire national au retrait gonflement des sols argileux est disponible sur le site du BRGM,.
Par ailleurs, afin de mieux appréhender le risque d’affaissement de terrain, l'inventaire national des cavités souterraines permet de localiser celles situées sur la commune.
Concernant les mouvements de terrains, la commune a été reconnue en état de catastrophe naturelle au titre des dommages causés par la sécheresse en 1989, 1991, 1993, 1996, 2002, 2011, 2015, 2016 et 2019 et par des mouvements de terrain en 1999.

#### Risques technologiques
La commune est exposée au risque industriel du fait de la présence sur son territoire d'une entreprise soumise à la directive européenne SEVESO.

## Toponymie
Vic-Fezensac vient du latin vicus qui est le village, et de Fedentiacus, du nom du comté de Fezensac existant dès le VIIIe siècle.

## Histoire
L'Astronome écrit qu'en 801, Bourguignon étant mort, le comté fut donné à Luitard (Leuthard Ier de paris). Les Gascons mécontents de cette nomination, se livrèrent à un tel désordre qu'ils firent périr par le fer une partie des hommes d'armes du nouveau comte, et firent mourir le reste dans les flammes. Appelés en jugement, ils refusèrent d'abord d'obéir ; mais, contraints enfin à venir se défendre, ils subirent la peine que méritait une telle audace, et quelques-uns mêmes, condamnés d'après la loi du talion, périrent par le feu.
Fezensac devait être à l'origine un établissement agricole romain. Entre le XIe et le XIVe siècle,Vic-Fezensac présente une double caractéristique à la fois sauveté autour de l’église, et castelnau auprès du château des comtes de Fezensac,puis d’Armagnac.
L'ancien couvent des Cordeliers ou en 1382, le pape Clément VII autorisa le comte Jean III d'Armagnac à fonder un couvent de frères mineurs auprès du château comtal aujourd'hui disparu. Il reste le clocher, les soubassements de l'église, ainsi qu'une belle porte brisée à voussures inspirée de celle des Cordeliers de Toulouse.
Saccagée par les troupes protestantes de Gabriel Ier de Montgommery, la chapelle fut réédifiée sous sa forme actuelle. Seul vestige du XIVe/XVe siècle, le clocher carré est creusé dans sa partie supérieure d'arêtes épannelées. Il est éclairé de baies tréflées en arc brisé. Les assises de briques qui ponctuent les élévations sont des restaurations des brèches pratiquées au XVIe siècle. Le couvent est propriété de l'hôpital depuis 1913.
Le 1er janvier 1973, la commune de Lagraulas est rattachée à celle de Vic-Fezensac sous le régime de la fusion-association.
En 1987, Vic-Fezensac remporte une saison d'Intervilles.

### Liste des maires

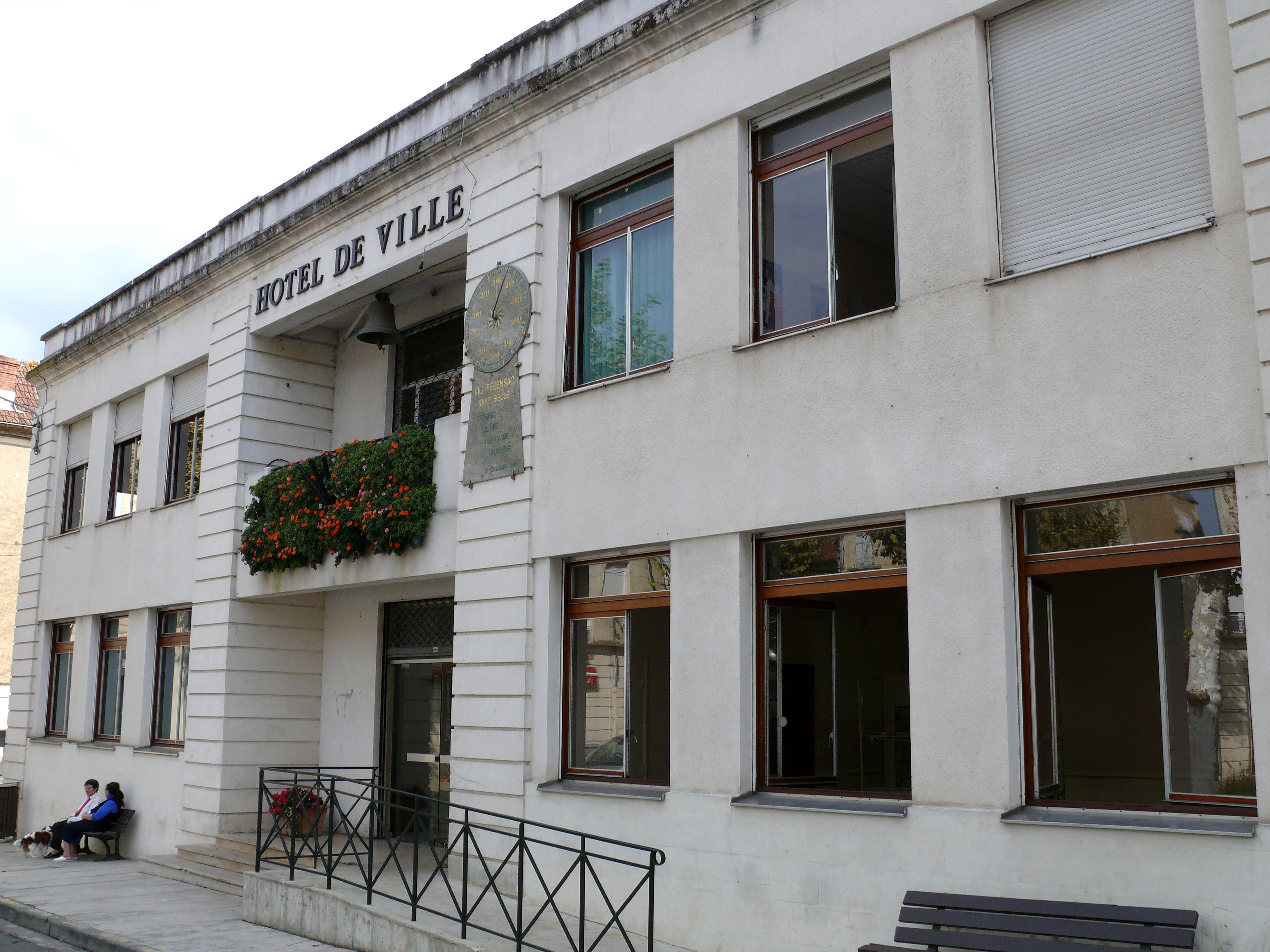
L'hôtel de ville.

## Population et société

### Démographie
L'évolution du nombre d'habitants est connue à travers les recensements de la population effectués dans la commune depuis 1793. Pour les communes de moins de 10 000 habitants, une enquête de recensement portant sur toute la population est réalisée tous les cinq ans, les populations de référence des années intermédiaires étant quant à elles estimées par interpolation ou extrapolation. Pour la commune, le premier recensement exhaustif entrant dans le cadre du nouveau dispositif a été réalisé en 2005.

En 2022, la commune comptait 3 578 habitants, en évolution de +3,17 % par rapport à 2016 (Gers : +1,04 %, France hors Mayotte : +2,11 %).
| 1793  | 1800  | 1806  | 1821  | 1831  | 1841  | 1846  | 1851  | 1856  |
| ----- | ----- | ----- | ----- | ----- | ----- | ----- | ----- | ----- |
| 3 272 | 3 100 | 3 412 | 3 669 | 3 679 | 3 365 | 3 928 | 4 157 | 4 191 |

| 1861  | 1866  | 1872  | 1876  | 1881  | 1886  | 1891  | 1896  | 1901  |
| ----- | ----- | ----- | ----- | ----- | ----- | ----- | ----- | ----- |
| 4 182 | 4 111 | 3 957 | 3 992 | 4 195 | 3 953 | 3 585 | 3 508 | 3 230 |

| 1906  | 1911  | 1921  | 1926  | 1931  | 1936  | 1946  | 1954  | 1962  |
| ----- | ----- | ----- | ----- | ----- | ----- | ----- | ----- | ----- |
| 3 102 | 3 041 | 2 650 | 2 724 | 2 610 | 2 726 | 3 032 | 3 029 | 3 441 |

| 1968  | 1975  | 1982  | 1990  | 1999  | 2005  | 2006  | 2010  | 2015  |
| ----- | ----- | ----- | ----- | ----- | ----- | ----- | ----- | ----- |
| 3 966 | 4 111 | 3 978 | 3 683 | 3 614 | 3 558 | 3 592 | 3 645 | 3 488 |

| 2020  | 2022  | - | - | - | - | - | - | - |
| ----- | ----- | - | - | - | - | - | - | - |
| 3 583 | 3 578 | - | - | - | - | - | - | - |

| selon la population municipale des années : | 1968 | 1975 | 1982 | 1990 | 1999 | 2006 | 2009 | 2013 |
| Rang de la commune dans le département      | 4    | 5    | 6    | 7    | 7    | 8    | 8    | 8    |
| Nombre de communes du département           | 466  | 462  | 462  | 462  | 463  | 463  | 463  | 463  |

### Enseignement
Vic-Fezensac dispose d'une école maternelle publique (135 élèves en 2013), d'une école élémentaire publique (218 élèves en 2013) et d'un collège, le collège Gabriel Séailles (250 élèves).

### Manifestations culturelles et festivités
- La Feria de la Pentecôte, Pentecotavic, a lieu chaque année le week-end de la Pentecôte, profitant ainsi du lundi férié. Pour l'occasion, environ 45 000 festayres viennent faire la fête dans ce bourg de 3 500 habitants. Cet événement est relativement notoire en France car en parallèle des traditionnelles corridas se déroulant dans les arènes du village, la feria de Vic-Fezensac est connue pour son festival de fanfares. C'est le rendez-vous des fanfares de France, pour une joute musicale de deux jours ayant pour point d'orgue le défilé du dimanche après-midi. La ville est membre du l'Union des villes taurines françaises.
- Fin juillet, est organisé le festival de salsa Tempo latino. Il présente la culture musicale latine et afro-cubaine sous trois aspects : les origines de la musique cubaine, les grandes figures actuelles de la planète latine (des Caraïbes, de Cuba, de Porto Rico, du Venezuela, de Colombie, de Panama, du Brésil, d'Argentine, du Mexique, de New York, d'Espagne et de France…) et les créations actuelles.
- La Fête de la Saint-Mathieu se déroule le troisième week-end de septembre. C'est une fête votive avec bal et animations.

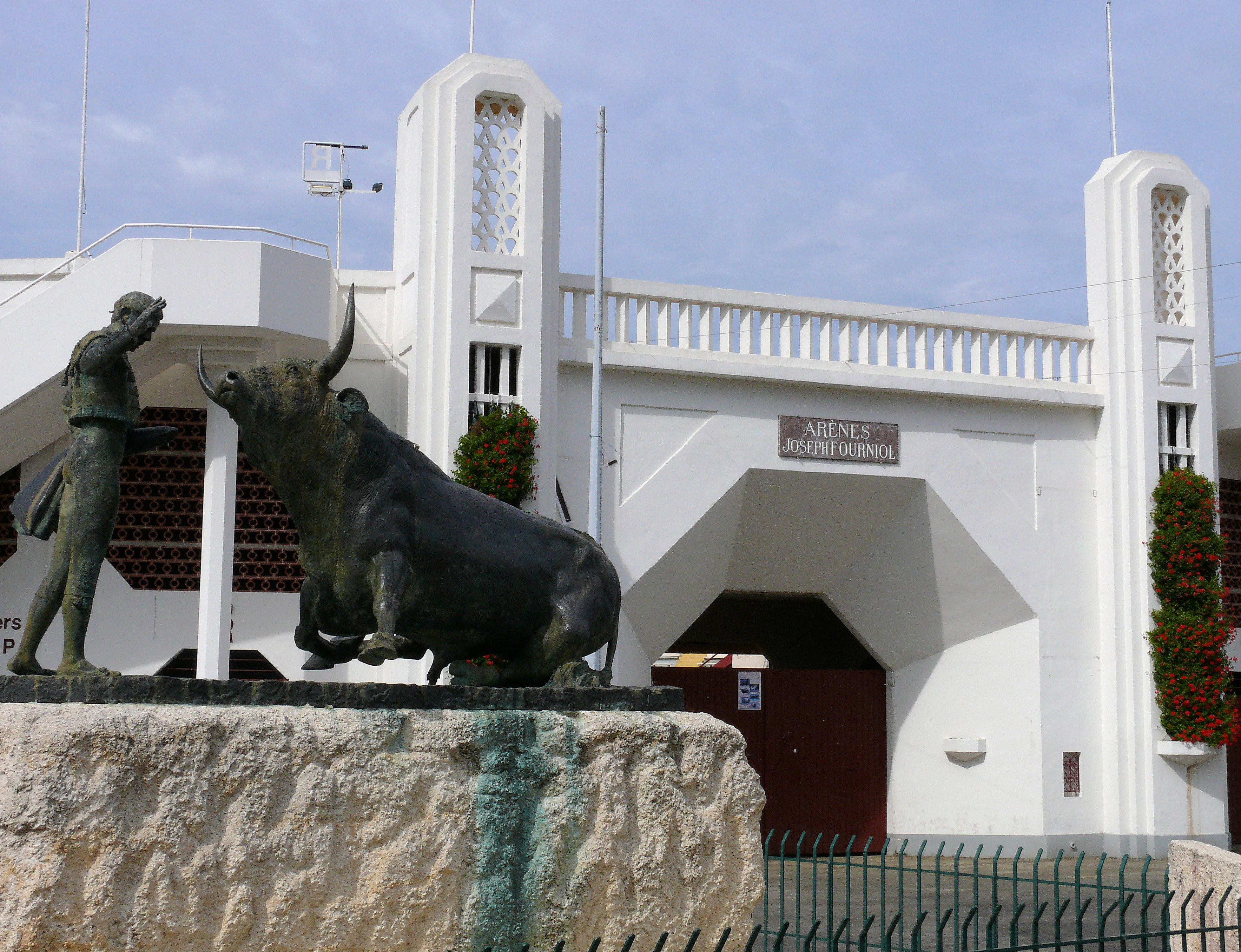
Arènes Joseph-Fourniol à Vic-Fezensac.
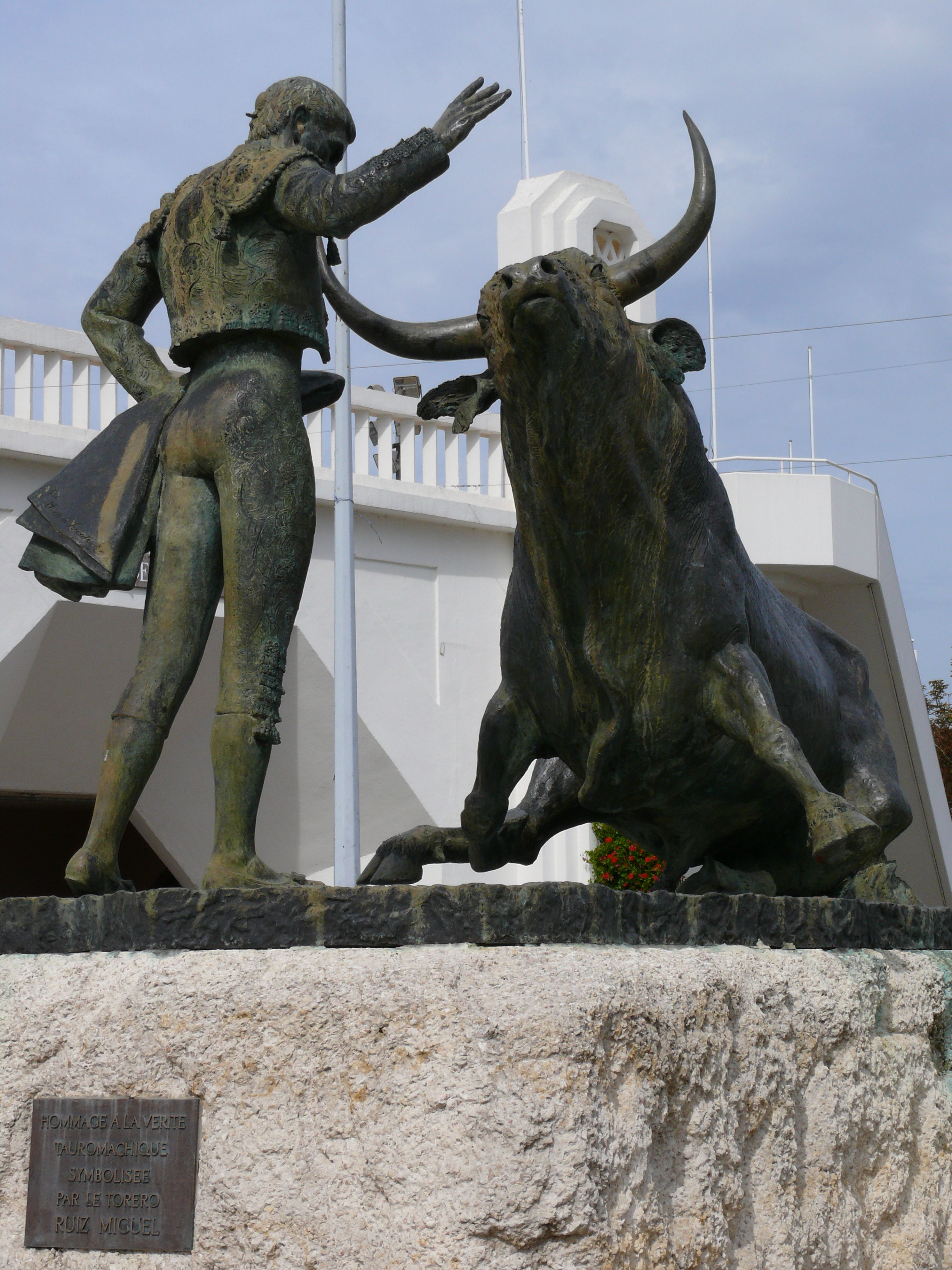
Arènes Joseph-Fourniol. Monument au torero Ruiz Miguel.
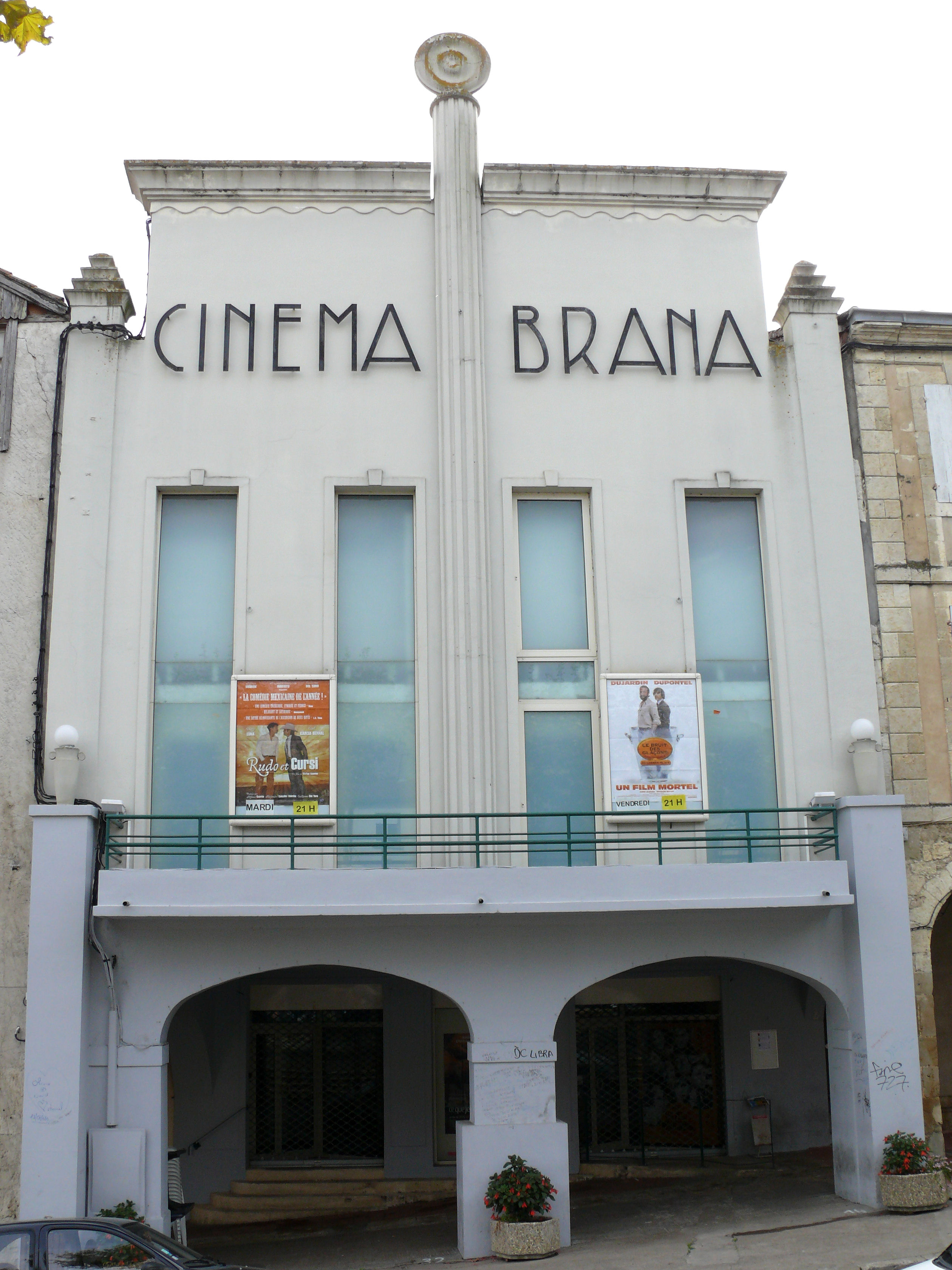
Cinéma Brana.
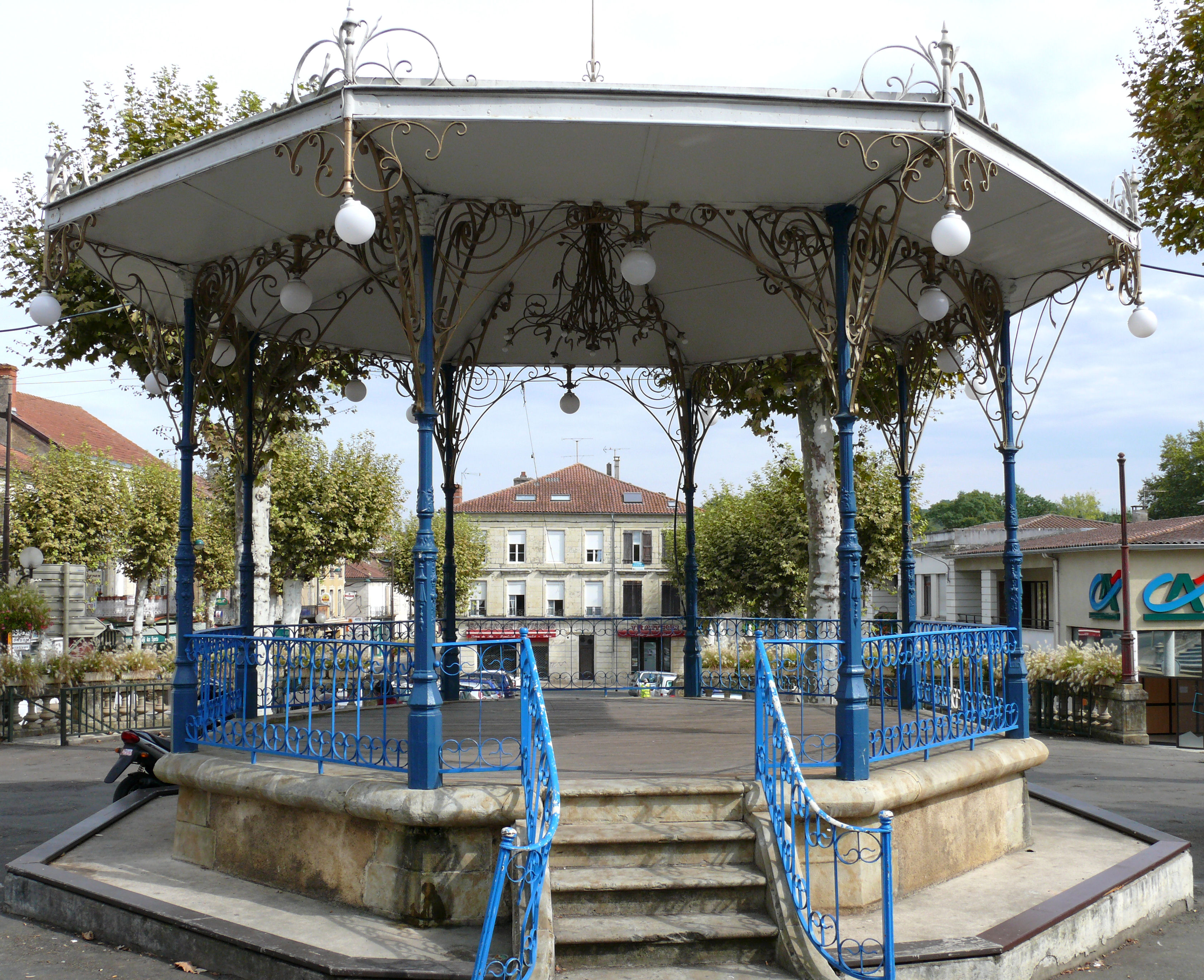
Le kiosque à musique sur la place de la Mairie où la scène du marché sous les arcades, avec Michel Serrault tenant un stand de vente de canard avec sa nouvelle famille gersoise dans le film Le bonheur est dans le pré, a été tournée.

### Sports
L'Union Athlétique Vicoise (UAV) regroupe plusieurs sections sportives :
- Rugby : le rugby à XV est représenté par l'UAV Rugby qui évolue en Régional 1 et joue à domicile au stade de Goulin. Le club est notamment champion de France Honneur le 24 mai 1964 à Quillan en battant Jarrie 8-3 et champion de France de 3e division en 1967 après une victoire 9-5 contre le Céret sportif au stade Pierre Balussou de Pamiers[38] ;
- Football : l'équipe première de l'UAV Football évolue actuellement au niveau Départementale 1 qui est le plus haut niveau départemental tandis que l'équipe réserve, elle, évolue au niveau en dessous, en Départementale 2.

Les équipes jouent à domicile au stade des Acacias ;
- Basket-Ball : l'UAV Basket ne concerne que les filles, l'équipe première évolue en Régionale 2 et joue à domicile au gymnase du collège ;
- Handball : l'UAV Handball joue à domicile au gymnase du collège.

On compte également de nombreux autres sports à Vic-Fezensac, comme le tennis (TCV), les sports de combats, le tennis de table...

## Économie

### Revenus
En 2018  (données Insee publiées en septembre 2021), la commune compte 1 672 ménages fiscaux, regroupant 3 291 personnes. La médiane du revenu disponible par unité de consommation est de 19 110 € (20 820 € dans le département). 38 % des ménages fiscaux sont imposés (43,9 % dans le département).

### Emploi
|                | 2008  | 2013  | 2018  |
| -------------- | ----- | ----- | ----- |
| Commune        | 7 %   | 9,6 % | 8,5 % |
| Département    | 6,1 % | 7,5 % | 8,2 % |
| France entière | 8,3 % | 10 %  | 10 %  |

En 2018, la population âgée de 15 à 64 ans s'élève à 1 860 personnes, parmi lesquelles on compte 76,8 % d'actifs (68,3 % ayant un emploi et 8,5 % de chômeurs) et 23,2 % d'inactifs,. Depuis 2008, le taux de chômage communal (au sens du recensement) des 15-64 ans est supérieur à celui du département, mais inférieur à celui de la France.
La commune est la commune-centre de l'aire d'attraction de Vic-Fezensac,. Elle compte 1 492 emplois en 2018, contre 1 520 en 2013 et 1 548 en 2008. Le nombre d'actifs ayant un emploi résidant dans la commune est de 1 304, soit un indicateur de concentration d'emploi de 114,4 % et un taux d'activité parmi les 15 ans ou plus de 48,2 %.
Sur ces 1 304 actifs de 15 ans ou plus ayant un emploi, 657 travaillent dans la commune, soit 50 % des habitants. Pour se rendre au travail, 83,4 % des habitants utilisent un véhicule personnel ou de fonction à quatre roues, 0,8 % les transports en commun, 11,6 % s'y rendent en deux-roues, à vélo ou à pied et 4,4 % n'ont pas besoin de transport (travail au domicile).

### Activités hors agriculture

#### Secteurs d'activités
343 établissements sont implantés  à Vic-Fezensac au 31 décembre 2019. Le tableau ci-dessous en détaille le nombre par secteur d'activité et compare les ratios avec ceux du département,.
| Secteur d'activité                                                                                        | Commune | Commune | Département |
| Secteur d'activité                                                                                        | Nombre  | %       | %           |
| --- | ------- | ------- | ----------- |
| Ensemble                                                                                                  | 343     | 100 %   | (100 %)     |
| Industrie manufacturière, industries extractives et autres                                                | 28      | 8,2 %   | (12,3 %)    |
| Construction                                                                                              | 34      | 9,9 %   | (14,6 %)    |
| Commerce de gros et de détail, transports, hébergement et restauration                                    | 115     | 33,5 %  | (27,7 %)    |
| Information et communication                                                                              | 2       | 0,6 %   | (1,8 %)     |
| Activités financières et d'assurance                                                                      | 12      | 3,5 %   | (3,5 %)     |
| Activités immobilières                                                                                    | 16      | 4,7 %   | (5,2 %)     |
| Activités spécialisées, scientifiques et techniques et activités de services administratifs et de soutien | 36      | 10,5 %  | (14,4 %)    |
| Administration publique, enseignement, santé humaine et action sociale                                    | 61      | 17,8 %  | (12,3 %)    |
| Autres activités de services                                                                              | 39      | 11,4 %  | (8,3 %)     |

Le secteur du commerce de gros et de détail, des transports, de l'hébergement et de la restauration est prépondérant sur la commune puisqu'il représente 33,5 % du nombre total d'établissements de la commune (115 sur les 343 entreprises implantées  à Vic-Fezensac), contre 27,7 % au niveau départemental.

#### Entreprises et commerces
Les cinq entreprises ayant leur siège social sur le territoire communal qui génèrent le plus de chiffre d'affaires en 2020 sont : 
- Vicun, supermarchés (11 018 k€)
- Gerstube - Sogic, fabrication d'emballages en matières plastiques (7 375 k€)
- Maison Gelas, commerce de gros (commerce interentreprises) de boissons (1 710 k€)
- SARL Aurensan-Cavaliere, travaux de maçonnerie générale et gros œuvre de bâtiment (487 k€)
- SARL Laurent Rubinat, travaux de maçonnerie générale et gros œuvre de bâtiment (292 k€)

Les entreprises installées à Vic-Fezensac concernent les secteurs de la plasturgie, du matériel de construction et de l'agro-alimentaire (coopératives agricoles...).
La tauromachie joue un rôle économique non négligeable (fréquentation hôtelière...).
Vic-Fezensac est aussi une ville de marchés : marché traditionnel tous les vendredis matin, marché nocturne le mercredi soir l'été (2 en juillet et 2 en août), foire aux chevaux le premier samedi d'avril et le premier samedi de novembre.

### Agriculture
La commune est dans le Ténarèze, une petite région agricole occupant le centre du département du Gers, faisant transition entre lʼAstarac “pyrénéen”, dont elle est originaire et dont elle prolonge et atténue le modelé, et la Gascogne garonnaise dont elle annonce le paysage. En 2020, l'orientation technico-économique de l'agriculture  sur la commune est la polyculture et/ou le polyélevage.
|               | 1988  | 2000  | 2010  | 2020  |
| ------------- | ----- | ----- | ----- | ----- |
| Exploitations | 124   | 74    | 59    | 57    |
| SAU (ha)      | 4 203 | 3 745 | 3 129 | 3 069 |

Le nombre d'exploitations agricoles en activité et ayant leur siège dans la commune est passé de 124 lors du recensement agricole de 1988  à 74 en 2000 puis à 59 en 2010 et enfin à 57 en 2020, soit une baisse de 54 % en 32 ans. Le même mouvement est observé à l'échelle du département qui a perdu pendant cette période 51 % de ses exploitations,. La surface agricole utilisée sur la commune a également diminué, passant de 4 203 ha en 1988 à 3 069 ha en 2020. Parallèlement la surface agricole utilisée moyenne par exploitation a augmenté, passant de 34 à 54 ha.

## Culture locale et patrimoine

### Lieux et monuments

#### Église Saint-Pierre
L'église est inscrite à l'inventaire des monuments historiques depuis 2018.
L'église Saint-Pierre fut une collégiale à partir de 1190. Cette partie de la ville, régie par un collège de chanoines acquis à la cause de l'archevêque d'Auch, était en perpétuelle opposition avec la cité des comtes.
L'extérieur
L'église conserve un chevet roman de la fin du XIIe siècle, composé d'une abside semi-circulaire et d'une absidiole plus petite, de même plan.
L'édifice est dominé par un clocher octogonal en pierre, très simple, datant du XIXe siècle.
La nef fut construite à la fin du Moyen Âge mais a été remaniée au XIXe siècle. Elle s'ouvre sur un joli portail au Midi. L'angle nord-ouest est cantonné d'une tourelle coiffée en poivrière.
L'intérieur
Le chevet et son absidiole sont voutés en cul-de-four et décorés de colonnettes et de frises romanes. Dans l'absidiole sud, on peut admirer des peintures du XVe siècle.
La nef est de plan basilical à trois travées datant des XIVe et XVe siècles. Elle a perdu sa voûte lors des guerres de Religion au XVIe siècle. L'aspect actuel de la nef date du XVIIe siècle : huit piliers de pierre supportent une voûte charpentée évoquant une carène de navire.
Mobilier avec un maître-autel et son ciborium à colonnes du XVIIIe siècle, des fonts baptismaux en marbre blanc de la même époque avec une cuve ondulée soutenue par trois bambins riant.
Six vitraux de facture moderne datés de 1936 signés Raphaël Lardeur, premier artiste d'une lignée de maîtres verriers aujourd'hui renommés.

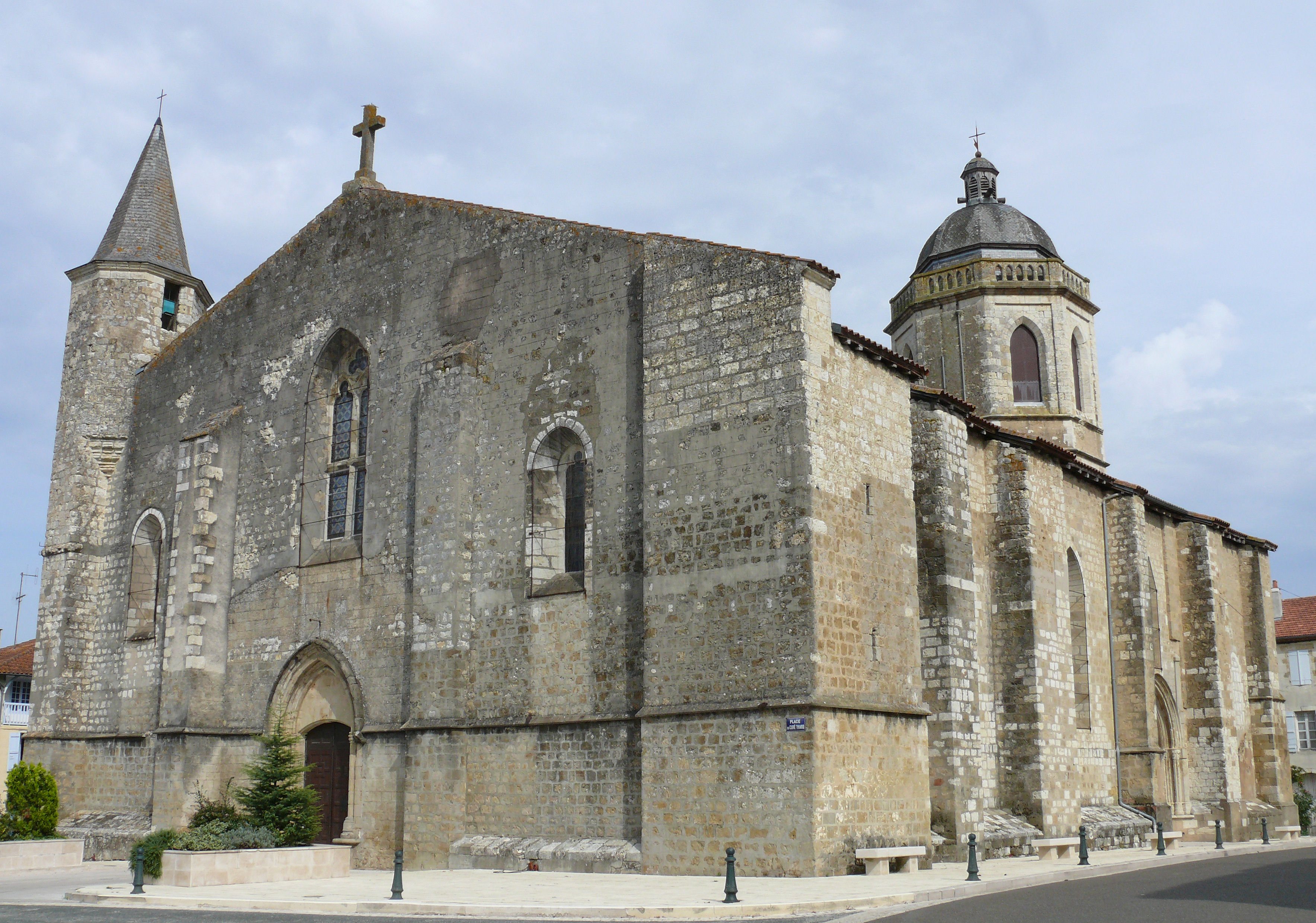
Église Saint-Pierre - Ensemble.
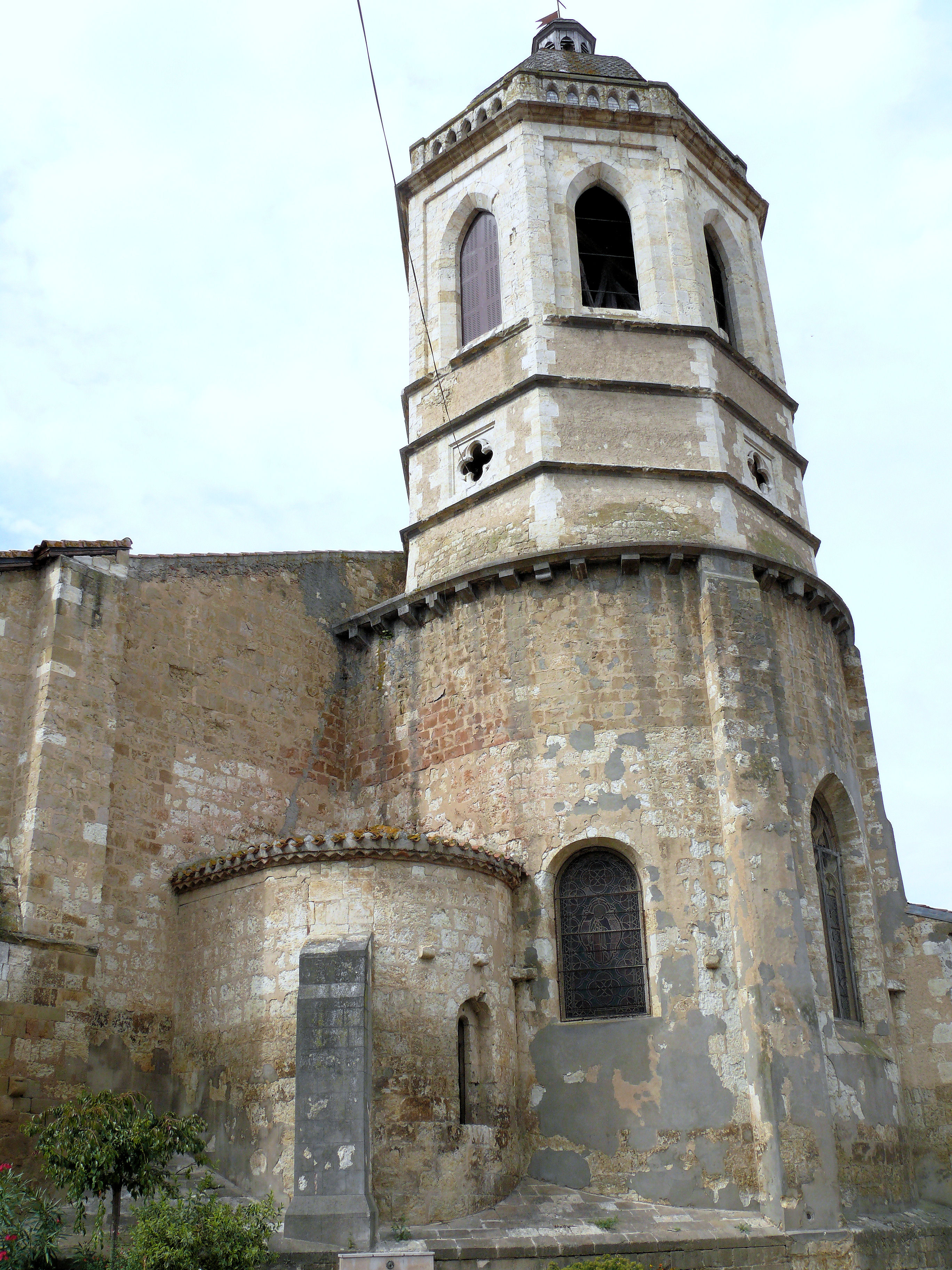
Église Saint-Pierre - Chevet et clocher.
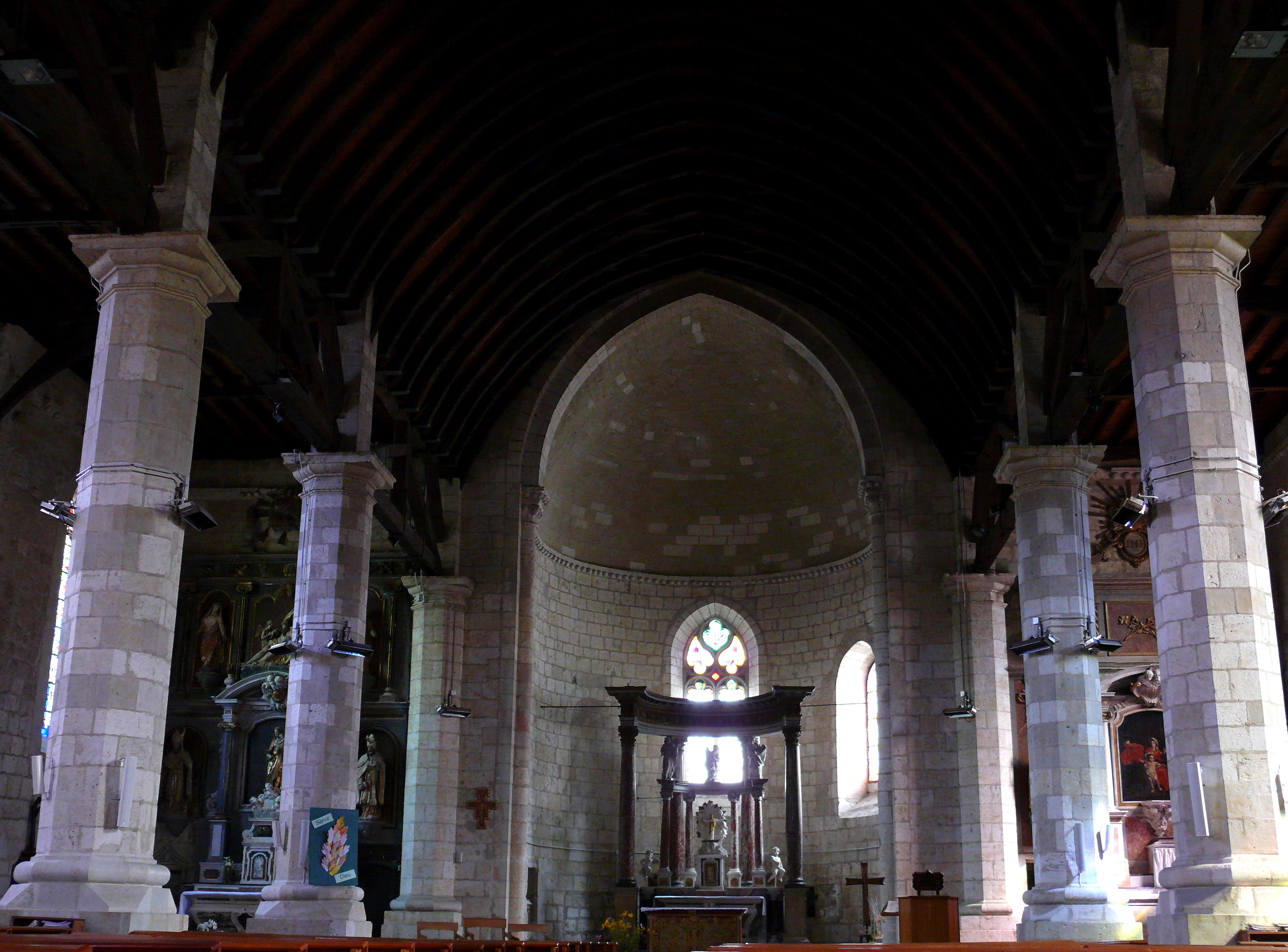
Église Saint-Pierre - Nef.

- Tour Saint-Jacques
- Tour du chapitre est l'ancien logement des chanoines au XVe siècle
- Arènes de Vic-Fezensac
- Kiosque de la musique se trouve sur la place Julie ST AVIT résistante dénoncée aux nazis par un traître et morte à son retour des camps de concentration,
- La place est l'ancien point de contact entre le vicus de l’Archeveque d’Auch et le castrum  des comtes. Sur la place se trouvait une halle de bois édifiée en 1426 par les consuls et qui fut détruite en 1866.
- Le château du Pimbat de Cruzalet est un petit château de la Renaissance avec une tour d'époque et une aile du XIXe siècle

### Cinéma
En 1994, Étienne Chatiliez, déjà connu pour ses films La vie est un long fleuve tranquille et Tatie Danielle, est venu dans le Gers afin de trouver un marché typique de la région pour son prochain film, Le bonheur est dans le pré. Il avait déjà parcouru la Dordogne et les Landes mais n'avait pas trouvé son bonheur. Il voulait tourner dans un pays où l'on fait du foie gras. Comme il venait en vacances à Condom quand il était enfant, il a pensé au Gers. Dans le Le bonheur est dans le pré, sorti en 1995, des scènes, dont celle du marché sous les arcades de la place de la Mairie où Michel Serrault tient un stand de vente de canard avec sa nouvelle famille gersoise, ont été tournées à Vic-Fezensac. Une grue avait été installée sur cette place afin de tourner durant une seule journée. Les commerçants locaux et des figurants ont participé à cette scène pour retranscrire la douceur de vivre rurale et la vie du village, avec des étals et des gens authentiques. 
La scène de bistrot, au zinc duquel Eddy Mitchell et Michel Serrault enchaînent les verres, a été tournée dans le hall transformé du cinéma de Vic. Par ailleurs, une petite polémique est née lors de la sortie du film. En effet, la production avait placé le panneau de Condom à l'entrée du village de Vic-Fezensac, afin d’amuser le public anglophone, « condom » signifiant « préservatif » en anglais. Le spectateur se croyait donc à Condom, alors qu'il était à Vic. Les Condomois étaient agacés puisqu'aucune scène n'avait été tournée chez eux. Et pour les Vicois, c'était l'inverse. Des scènes s'étaient déroulées dans leur village, mais on n’entendait jamais le nom de Vic-Fezensac. Cependant, à chaque fois que le film repasse à la télévision, quelques curieux viennent se promener dans le village. Cela constitue une publicité positive et gratuite pour le département de Gers. Les tournages à la ferme, où le réalisateur a installé son personnage principal incarné par Michel Serrault, ainsi que les décors naturels, ont quant à eux été réalisés à Biran à une dizaine de kilomètres de Vic-Fezensac.[réf. nécessaire]
‌

### Personnalités liées à la commune
- Maison de Fézensac

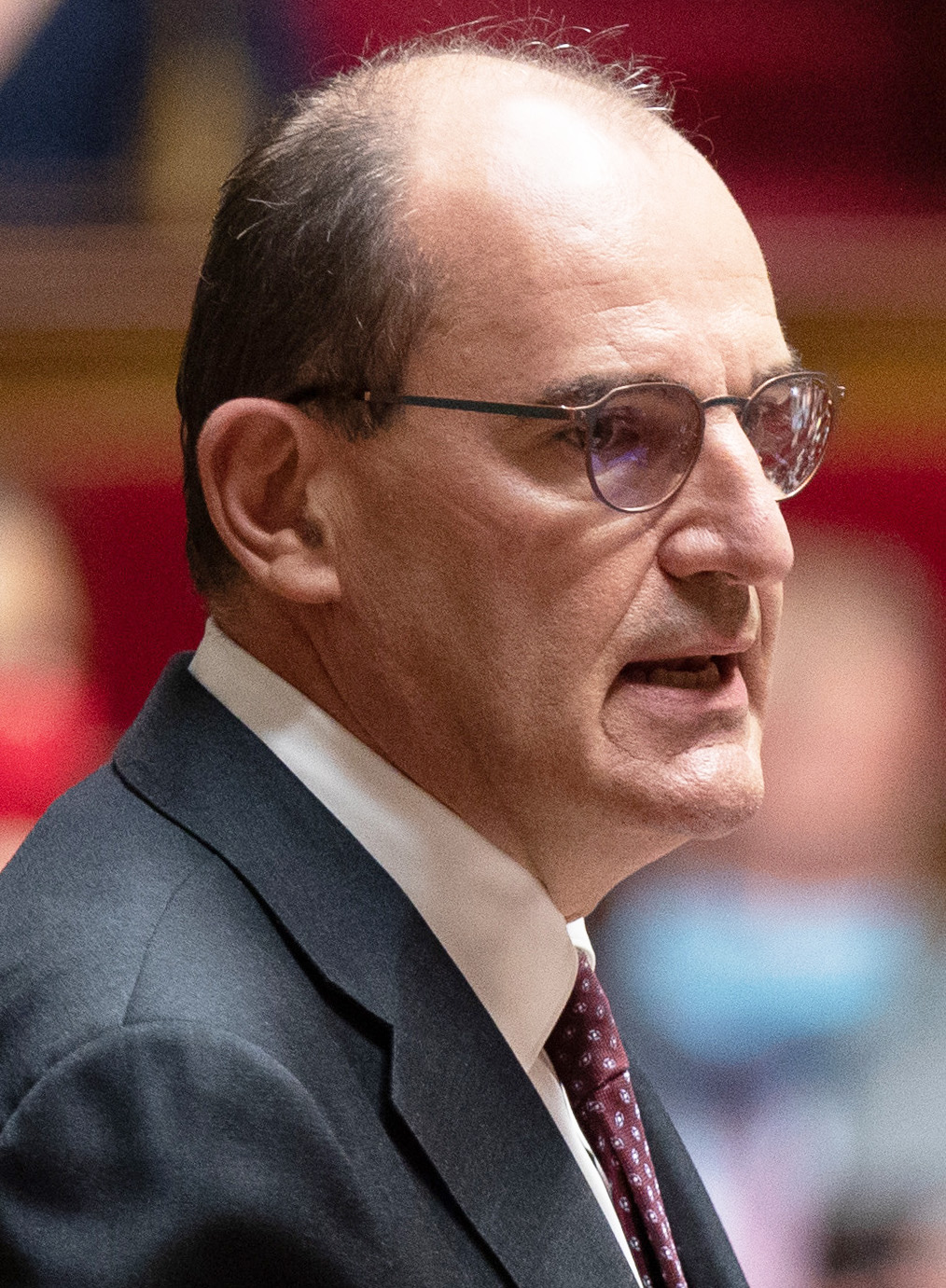
Jean Castex

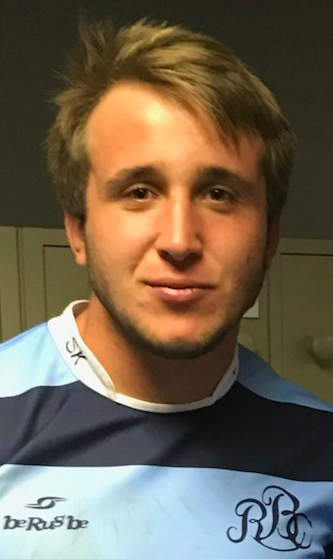
Anthony Jelonch

- Imbert de Batarnay (1438-1523) : conseiller de Louis XI et propriétaire du comté de Fézensac à partir de 1469 ;
- Louis de Cassaignoles (1753-1838) : homme politique né et mort à Vic-Fezensac ;
- Marie Joseph Delort (1768-1846) : général de la Révolution et de l'Empire, né et mort à Vic-Fezensac ;
- Joseph-Charles-Anthelme Cassaignolles (1806-1866) : général du Second Empire né à Vic-Fezensac ;
- Ferdinand Daynaud (1838-1918) : homme politique mort à Vic-Fezensac ;
- Émile Dasque (1874-1946) : homme politique né à Vic-Fezensac ;
- Maurice Georges Poncelet (1897-1975) : artiste peintre, il fut actif dans la Résistance au sein du bataillon de l'Armagnac à Vic-Fezensac, la rue où il vécut y portant aujourd'hui son nom ;
- Marc Castex (1914-2002) : homme politique, maire de Vic-Fezensac de 1971 à 1989 ;
- Pierre Patureau (1924-2020) : Artiste peintre mort à Vic-Fezensac ;
- Pierre Vernier (1931-2024) : acteur, mort dans la commune ;
- Jean-Paul Chambas (1947-) : peintre, né à Vic-Fezensac ;
- Jean Solé (1948-) : dessinateur de bande dessinée né à Vic-Fezensac ;
- Philippe Ducousso (1958-) : joueur et entraîneur de rugby à XV né à Vic-Fezensac ;
- Franck Capdeville (1964-) : joueur de rugby à XV ayant joué à l'union athlétique Vicoise ;
- Jean Castex (1965-) : homme politique, Premier ministre du 3 juillet 2020 au 16 mai 2022, né à Vic-Fezensac ;
- Jeanne-A Debats (1965-) : romancière, née à Vic-Fezensac ;
- Anthony Jelonch (1996-) : joueur international de rugby à XV, né à Vic-Fezensac.

### Héraldique
| Blason | Blasonnement : De gueules au pal cousu d'azur chargé d'une fleur de lys d'or en chef. |